# Naturschutzgebiet Bockberg
Das Naturschutzgebiet Bockberg ist ein Naturschutzgebiet am Bockberg bei Königshütte im Gebiet der Stadt Oberharz am Brocken im Landkreis Harz in Sachsen-Anhalt. Im Naturschutzgebiet kommen aufgrund des Untergrundes aus Kalkgestein und der Hangneigung Kalkmagerrasen vor, in denen seltene Tiere und Pflanzen wie Blutstorchschnabel und Breitblättriges Laserkraut vorkommen. Auf den Berglagen sind Bergwiesen vorherrschend, während die kleineren Abschnitte des NSG an Fließgewässern von Feuchtwiesen dominiert werden.

## Geschichte
Die Rodung der Gebiete begann im 12. Jahrhundert, exponierte Lagen waren möglicherweise schon vorher waldfrei. Durch die unterschiedlichen Standortbedingungen und Nutzungen entwickelten sich kleinflächig artenreiche Wiesen. Ab den 1960er Jahren begann man dann mit der intensiveren landwirtschaftlichen Nutzung des Gebietes (d. h. mehrmaliges Mähen im Jahr und Düngergaben) bis auf Steilhänge, was zu einer Artenverarmung führte. Um diese intensivere Nutzung zu stoppen und eine Verwaldung zu verhindern, wurde am 11. September 1967 das Naturschutzgebiet gegründet. Heutzutage werden die Hänge einmal pro Jahr gemäht und mit Schafen beweidet. Das Ziel des Naturschutzes ist der Erhalt der Bergwiesen, Feldgehölze, Kalkmagerrasen, Staudenflure und Sukzessionsflächen.

## Quelle
- Informationstafel am Naturschutzgebiet